# Dirk Braun
Dirk Braun (* 27. Februar 1970 in Winterberg; † 19. Februar 2021 ebenda) war ein deutscher Sportholzfäller. Der gelernte Forstwirt war in den 1990er Jahren zweimal deutscher Meister und Europameister im Bodybuilding.

## Werdegang

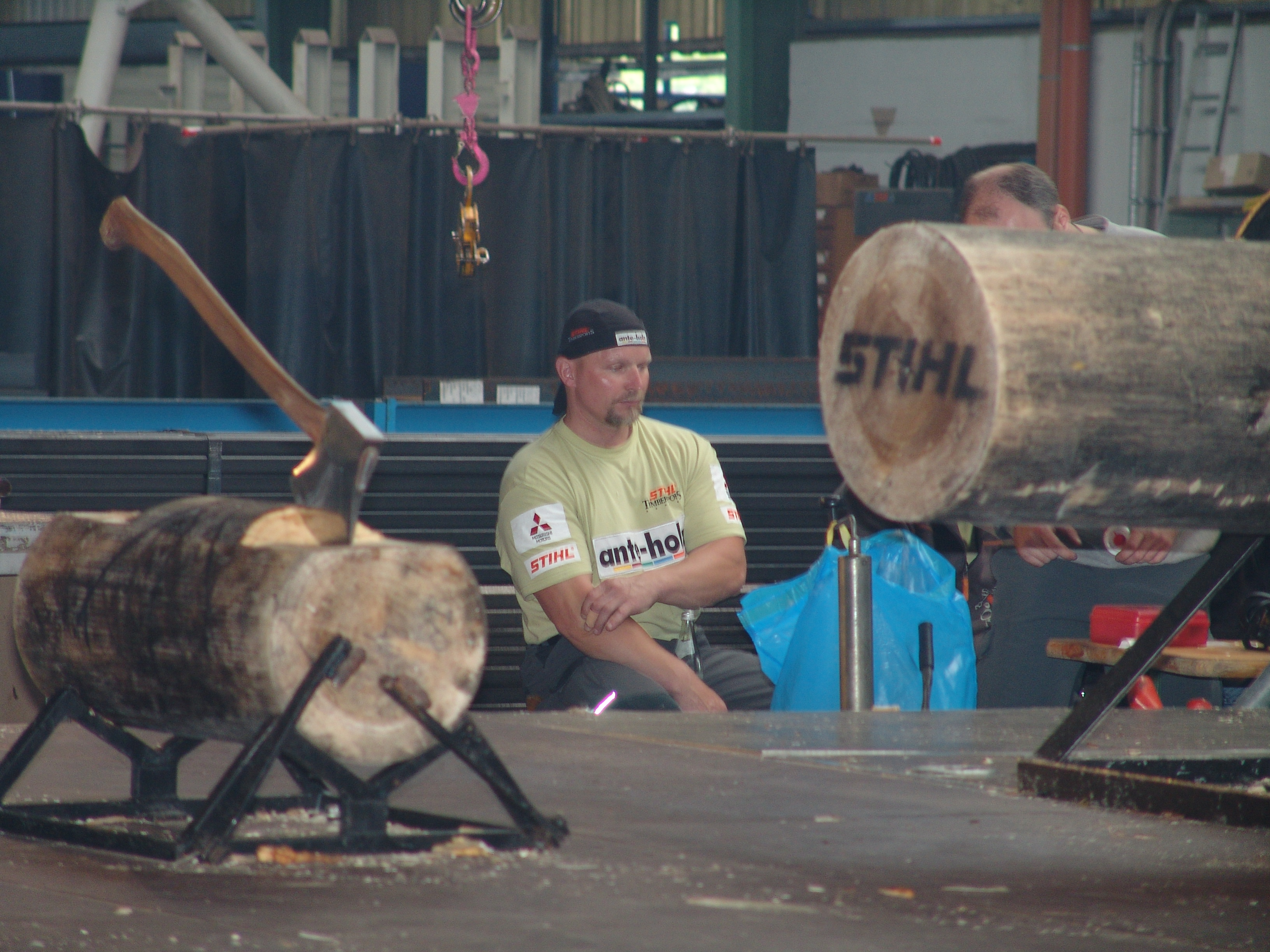
Dirk Braun während der Timbersports Nördlingen 2009

Dirk Braun absolvierte eine Lehre als Forstwirt. 2003 begann der ehemalige Bodybuilder mit dem Sport-Holzfällen und nahm erstmals an den Deutschen Meisterschaften in Winterberg teil. 2005 wurde er erstmals Deutscher Meister der Stihl Timbersports Series und konnte sich gegen den vierfachen Deutschen Meister Werner Brohammer durchsetzen. Bis 2016 konnte er achtmal den nationalen Titeln sichern und ist damit der Rekordsieger. Bei der Europameisterschaft in Garmisch-Partenkirchen unterlag er nur knapp dem Titelverteidiger Martin Komárek und holte den Vizeeuropameistertitel. Die Weltmeisterschaft in Virginia Beach bestritt Braun als bester Europäer.
Im September 2007 holte Braun in Waiblingen als erster Deutscher den Europameistertitel. Bei der Stihl-Timbersports-Weltmeisterschaft 2007 in Oberstdorf vertrat er Deutschland und erreichte den achten Platz. Den Titel als Europameister konnte er 2008 in St. Johann in Tirol erfolgreich verteidigen und gewann vor dem Schweizer Hermann Schönbächler und dem Tschechen Martin Komárek. Bei der Weltmeisterschaft 2011 in Roermond belegte Braun den vierten Platz.
Braun war verheiratet, hatte drei Kinder und lebte in Winterberg. Er arbeitete zuletzt für das Sportzentrum Winterberg Hochsauerland GmbH.
Braun starb am 19. Februar 2021 in Winterberg durch einen Unfall mit einem Schneemobil an der Herrloh-Hütte des Skiliftkarussells Winterberg.